# Civilní proces
Civilní proces (nebo též občanské soudní řízení; anglicky: civil lawsuit; francouzsky: procédure civile, německy: Zivilprozess) je postup rozhodujícího orgánu (soudu nebo rozhodců), účastníků řízení a dalších zúčastněných subjektů při projednávání a rozhodování soukromoprávních sporů a jiných právních věcí. Civilní proces je jednou ze tří základních forem řízení u soudu, dalšími formami jsou trestní řízení a soudní řízení správní.
Zatímco civilní proces je společenský jev, civilní právo procesní představuje jeho právní úpravu a je tvořeno normami a principy.

## Druhy civilního procesu

### Řízení nalézací
Nalézací řízení vede k tzv. nalézání práva, tj. buď deklaruje, co právem je, nebo konstituuje nový hmotněprávní vztah. Samotný výkon přiznaného práva již není součástí tohoto řízení. Nalézací řízení se dále rozlišuje na řízení sporná a nesporná. Základním rozlišovacím znakem je funkce rozhodnutí, když v případě sporného řízení se jedná o funkci reparační, zatímco u řízení nesporného funkci prevenční. Jelikož v dobách vzniku občanského soudního řádu docházelo k popírání rozdílu (a samotné existence dvou podob nalézacího řízení), nejsou řízení nesporná v zákoně výslovně vymezena – jedná se však o většinu řízení uvedených v zákoně o zvláštních řízeních soudních.

### Řízení vykonávací
V případě, že nedojde ke splnění povinnosti, která byla uložena rozhodnutím, může dojít k prosazení povinnosti k plnění pomocí donucujících prostředků státní moci nebo alespoň pod její kontrolou. Ve většině případů je samotné rozhodnutí o zahájení vykonávacího řízení v dispozici oprávněného. Vykonávací řízení však v žádném případě není další fází nalézacího řízení. Rozlišuje se výkon rozhodnutí soudem podle části šesté OSŘ a výkon rozhodnutí soudními exekutory podle exekučního řádu.

### Insolvenční řízení
Insolvenční řízení upravuje různé způsoby řešení úpadku dlužníka. Zahrnují prvky nalézacího i vykonávacího řízení: cílem je majetkové uspořádání poměrů mezi více subjekty, přičemž toto uspořádání se posléze ve stejném řízení realizuje. Úprava je provedena zákonem č. 182/2006 Sb., o úpadku a způsobech jeho řešení.

### Řízení rozhodčí
Rozhodčí řízení je jeden ze způsobů alternativního řešení sporů. Na základě rozhodčí smlouvy je odňata pravomoc soudu a založena pravomoc rozhodce. Soud má pomocnou a kontrolní funkci. Rozhodčí řízení je upraveno zvláštním zákonem č. 216/1994 Sb., o rozhodčím řízení a o výkonu rozhodčích nálezů.

### Řízení zajišťovací
Cílem zajišťovacího řízení je dosáhnout smírného řešení sporu před zahájením řízení ve věci samé. Do zajišťovacího řízení jsou zahrnuta předběžná opatření (obecná a zvláštní – ve věcech nezletilých dětí, domácího násilí), prétorský smír (smírčí řízení), určení otcovství souhlasným prohlášením rodičů, zajištění důkazů, zřízení soudcovského zástavního práva na nemovitostech a zřízení exekutorského zástavního práva na nemovitostech (která jsou v českém civilním procesu nesprávně řazena mezi způsoby výkonu rozhodnutí) a ochrana pokojného stavu (dnes však v rámci správního řízení).

## Zásady civilního procesu

### Zásada dispoziční
Zásada dispoziční je principem kontradiktorním k principu oficiality. Její podstatou je svěření iniciativy v procesu účastníkům, což ji odlišuje od principu oficiality postaveném na soudním primátu procesní iniciativy. Dispozice může spočívat v dispozici s řízením nebo v dispozici s předmětem řízení. Je typická pro sporné řízení.

### Zásada volného hodnocení důkazů
Zásada volného hodnocení důkazů znamená, že soudci není uloženo, jaký stupeň věrohodnosti (důkazní sílu) má přiznat jednotlivým důkazním prostředkům. Na této zásadě je založeno i naše civilní právo (§ 132 občanského soudního řádu). Pokud jsou stanovena přesná pravidla, podle nichž má soud postupovat, hovoříme o tzv. zákonné teorii důkazní.

### Zásada zákonné důkazní (průvodní) teorie
Proces je ovládán zásadou legální teorie důkazní, jestliže zákon stanoví důkazní sílu jednotlivých důkazních prostředků, popř. stanoví, které důkazní prostředky jsou pro prokázání určitých skutečností nutné a v jakém rozsahu. Proces poznávání je více zmechanizován, nenechává soudci volný prostor pro samostatné uvážení.

### Zásada arbitrárního pořádku (jednotnosti řízení)
Zásada arbitrárního pořádku se uplatňuje i v našem civilním procesu, a znamená, že zákon nepředepisuje žádná zvláštní období či úseky řízení. To je považováno za jeden celek. Soud tedy sám určuje podle svého uvážení, zda a kdy který úkon vykoná, kdy a které důkazy provede, kdy lze považovat věc zralou pro vydání rozhodnutí. Aplikace koncentrace, kdy účastník ve sporných řízeních musí předkládat důkazy do určitého okamžiku, není prolomením této zásady, ale snahou o zabránění neúměrného prodlužování soudního řízení.

### Zásada legálního pořádku
Řízení se rozpadá do stadií, v nichž je třeba provést vždy ty úkony, pro něž je procesní stadium určeno – pod sankcí prekluze; procesní úkony jsou tak ze zákona koncentrovány (zásada koncentrační); např. všechny důkazy je třeba navrhnout na počátku řízení. Princip legálního pořádku byl principem staršího feudálního procesu, od 19. století je nahrazován principem arbitrátního pořádku.

### Zásada projednací
Zásada projednací je stěžejní zásadou sporného řízení. Znamená, že soud přihlíží pouze k tomu, co mu sporné procesní strany přednesly a k těm důkazům, které mu o svých tvrzeních nabídly. Za výsledek sporu, tedy úspěch anebo neúspěch nese odpovědnost účastník řízení, nikoliv soud. Opakem je zásada vyšetřovací. Významnou roli hrají procesní instituty: povinnost tvrzení a povinnost důkazná a s nimi břemeno tvrzení a břemeno důkazní. Účastník domáhající se ochrany je povinen uvést rozhodné skutečnosti a označit důkazy k jejich prokázání pod následkem prohry sporu, následek vyplývá z toho, že se soud nedozví určitou rozhodující skutečnost nebo se jí dozví, ale nebude prokázána.

### Zásada vyšetřovací (vyhledávací, inkviziční)
Zásada vyšetřovací se uplatňuje především v tzv. nesporném řízení (ale také v některých zákonem vyjmenovaných sporných řízeních), kde jde zpravidla o veřejný zájem, o otázky, na nichž je zainteresován stát a celá společnost, a proto musí zde i soud nést odpovědnost za shromáždění všech potřebných důkazů tak, aby v posuzované věci byl skutkový stav zjištěn co nejúplněji a věc mohla být rozhodnuta spravedlivě a v souladu se zákonem. Tato zásada nevylučuje povinnost účastníků uvádět rozhodné skutečnosti a nabízet důkazy, ale nespojuje tuto povinnost s procesními břemeny.

### Zásada rovnosti účastníků řízení před soudem
Zásada rovnosti účastníků řízení před soudem je zaručena Ústavou. Soud vystupuje ve funkci představitele státu a personifikace zákona. Všichni ostatní účastníci nejsou oprávněni proces řídit ani v něm rozhodovat. Všichni účastníci řízení ale mají, ať je jejich zájem na výsledku sporu jakýkoliv, vůči soudu jako orgánu řídícímu průběh procesu a v něm rozhodujícímu, stejná práva a povinnosti.

### Zásada veřejnosti
Zásadou veřejnosti se míní přístupnost pro každého, kdo se chce procesu zúčastnit jako divák. Zejména u civilního procesu není příliš obvyklá účast obecenstva (na rozdíl od trestního), ale zásada, že jednání je v kterémkoliv okamžiku přístupné veřejnosti, je zachována. Jde o ústavní princip. Výjimkou, jež stanoví zákon, jsou situace, kdy se projednává předmět obchodního tajemství, utajované informace, kdy to vyžaduje důležitý zájem účastníka nebo mravnost. Soud může z jednání vykázat takové osoby, které průběh jednání narušují. Veřejně, tedy bez jakéhokoli omezení účasti veřejnosti, se musí vždy vyhlásit rozsudek.

### Další zásady
Významná je také zásada ústnosti či zásada přímosti. V minulosti byla akcentována také zásada formální či materiální pravdy. Zatímco materiální pravda měla být (z hlediska socialistické teorie) typická pro socialistické státy, zásada formální pravdy zase pro státy buržoazní. Historicky byla formální pravda v římském právu, kdy úspěšnost vycházela z přesné recitace formulí. Dnes je rozlišování formální a materiální pravdy poněkud omezeno, soudu se v občanském soudním řádu ukládá, aby pravý stav věcí zjistil co možná nejpřesněji, což je jakýsi výron principu materiální pravdy. Ovšem princip formální pravdy jako ten „méně spravedlivý“ má i dnes své uplatnění, nalezneme ho kupříkladu v rozsudku pro zmeškání a i na jiných místech, sice „naředěný“ prvky materiální pravdy, ale stále platný a užitečný jako nástroj urychlení řízení.
V jednotlivých druzích procesu se mohou objevovat další zásady, například zásada formalizace předpokladů výkonu rozhodnutí (u vykonávacího řízení) či zásada neveřejnosti (u rozhodčího řízení).

## Civilní právo procesní
Jde o soubor právních norem a právních zásad upravujících civilní proces, tedy postup soudů a jiných orgánů při rozhodování sporů a poskytování ochrany subjektivním právům. Stanoví, jak se má v řízení postupovat, jaké lze činit procesní úkony a jaké z toho plynou procesní důsledky.
Základním a nejvýznamnějším pramenem občanského práva procesního je občanský soudní řád, který se většinou používá subsidiárně i tam, kde část civilního procesu primárně upravuje jiný právní předpis.